# L'Étang (La Réunion)
Pour les articles homonymes, voir L'Étang.
L'Étang est un lieu-dit de l'île de La Réunion, département d'outre-mer français dans le sud-ouest de l'océan Indien. Il constitue un quartier de la commune de Saint-Paul au nord du centre-ville.
Comme son nom l'indique, ce quartier abrite la seule étendue d'eau douce de La Réunion permettant la pratique du ski nautique et du wakeboard.
Plusieurs projets immobiliers ainsi que la présence d'un multiplexe cinématographique ont légèrement haussé la réputation de ce quartier défavorisé.